# Ettendorf
Ettendorf je občina v departmaju Bas-Rhin francoske regije Alzacija.
Leta 1990 je v občini živelo 674 oseb oz. 106 oseb/km².